# Воздушно-штурмовые действия
Воздушно-штурмовые (десантно-штурмовые) действия включают в себя доставку по воздуху, высадку (десантирование) и манёвр формирования сухопутных войск для выполнения поставленной задачи (например, для захвата и удержания (штурм) важного участка местности при прямом противодействии вражеских сил). Доставка может осуществляться такими средствами, как самолёт вертикального взлёта и посадки (VTOL), вертолёт или конвертоплан.
Дополнительно к регулярной боевой подготовке пехоты, в воздушно-штурмовых подразделениях обычно проходят подготовку по дюльферу и воздушным перевозкам, а их экипировка иногда специально разработана или частично модифицирована для лучшей транспортабельности авиасредствами.
В соответствии с уставом сухопутных войск США FM 1-02 (FM 101-5-1), в «воздушно-штурмовой операции» силы штурмовиков, используя огневую мощь, мобильность и полную интеграцию с вертолётными средствами, перебрасываются на поле боя под наземным или воздушным командованием манёврами, чтобы вступить в бой и уничтожить силы противника или захватить и удержать важный участок местности.
В связи с ограниченными возможностями транспортировки вертолётами, воздушно-штурмовые силы, как правило — это лёгкая пехота, хотя некоторые боевые бронированные машины (например, российский БМД-1) приспособлены для перевозки вертолётами большой грузоподъемности, что позволяет совместить воздушную мобильность с определенной степенью наземной механизации. Силы нападения сильно зависят от огневой поддержки с воздуха обеспечиваемой боевыми вертолётами или сопровождающими средства VTOL-самолётами.
Воздушно-штурмовые действия не следует путать с терминами «воздушная атака» и «авиационный удар», которые относятся к нападению с применением исключительно самолётов (например, бомбардировка, атака с бреющего полёта и т. д.).
Кроме того, воздушно-штурмовые действия не следует путать с высадкой воздушного десанта, когда парашютист-десантник, его оружие и оснащение сбрасываются на парашюте с транспортного самолёта, часто как часть стратегической наступательной операции. Воздушно-штурмовые действия также не следует путать с такими видами военно-транспортных операций, как переброска по воздуху или воздушный мост, которые требуют место для посадки с заранее обеспеченной безопасностью — аэродром выгрузки.
Впервые высадка вертолётного тактического десанта произведена американцами во время Корейской войны: 9 ноября 1951 года группа из 12 Sikorsky H-19 высадила в труднодоступном горном районе штурмовую группу (228 человек и 8 тонн боеприпасов). Позднее вертолётные десанты применялись практически во всех локальных войнах.